# Elpídio Silva
Elpídio Pereira da Silva Filho (* 19. Juli 1975 in Campina Grande) ist ein ehemaliger brasilianischer Fußballspieler.

## Karriere
Silva begann seine Profilaufbahn 1995 bei Atlético Mineiro. 1997 wechselte er zum japanischen Erstligisten Kashiwa Reysol. Für Kashiwa bestritt er 22 Erstligaspiele und schoss dabei zehn Tore. 1998 wechselte er nach Portugal. Hier unterschrieb er einen Vertrag bei Sporting Braga. Für Braga bestritt er 57 Erstligaspiele und schoss dabei 21 Tore. 2000 wechselte er zu Boavista Porto. Für Boavista bestritt er 78 Erstligaspiele und schoss dabei 28 Tore. Mit dem Verein wurde er 2000/01 portugiesischer Meister. 2001/02 wurde er mit dem Verein Vizemeister der Primeira Liga. 2003 wechselte er zu Sporting Lissabon. 2004 wurde er an Vitória Guimarães ausgeliehen. 2005 kehrte er zu Sporting Lissabon zurück. 2006 wechselte er zum englischen Derby County. Danach spielte er bei SC Corinthians Alagoano, Suwon Samsung Bluewings, Alki Larnaka und AEK Larnaka. 2009 beendete er seine Karriere als Fußballspieler.

## Erfolge
Boavista Porto
- Portugiesischer Meister: 2000/01